# Unsterbliche (Persisches Reich)

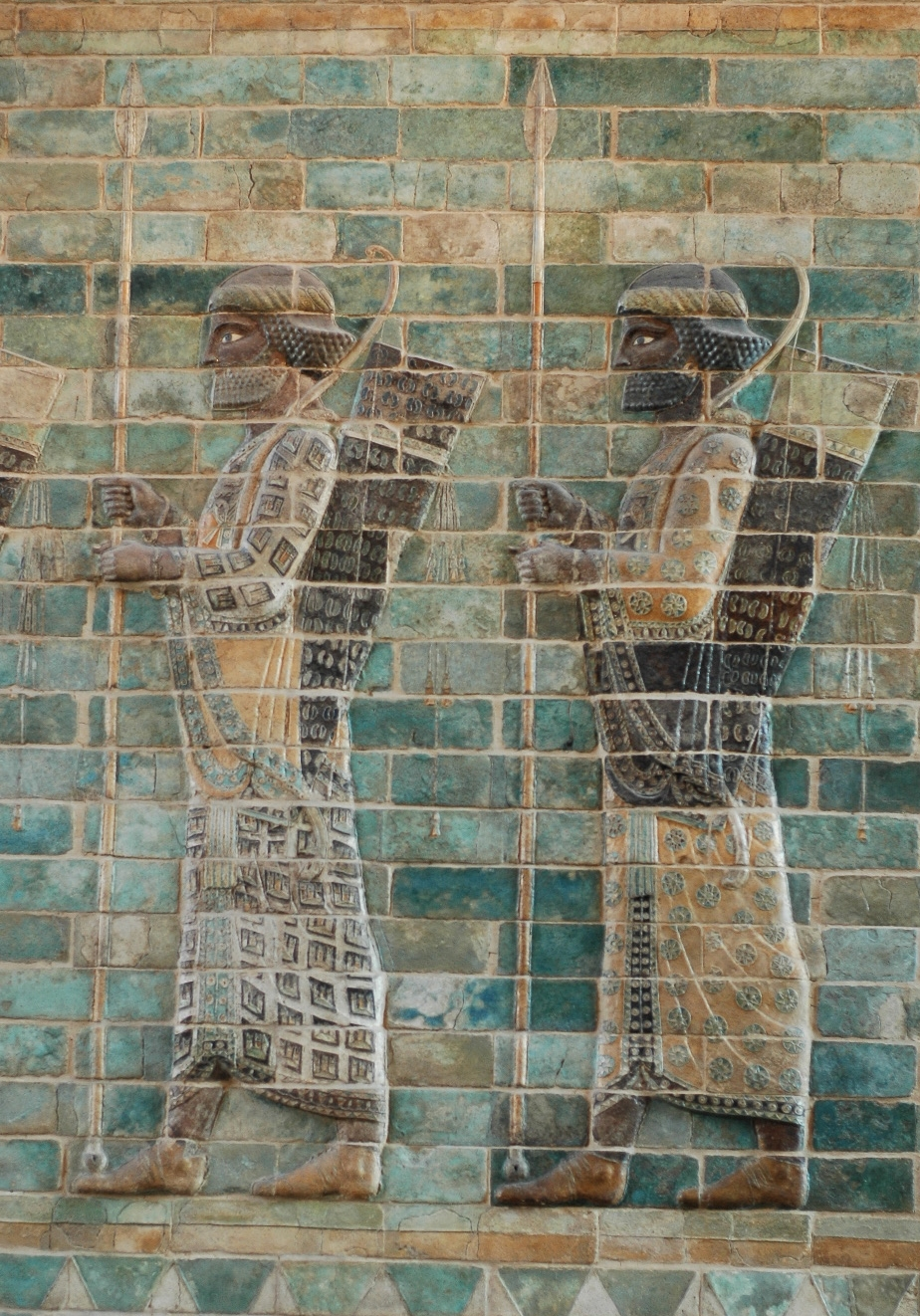
Persische Krieger mit Speer und Bogen, Wandrelief aus dem Palast Dareios’

Die Unsterblichen oder auch die persischen Unsterblichen (griech: Ἀθάνατοι) bildeten eine militärische Eliteeinheit des antiken Perserreiches. Bis heute ist keine persische Quelle überliefert, in der sie erwähnt wurden. Stattdessen wurden sie ausschließlich von griechischen Geschichtsschreibern genannt.

## Aufgabe
Herodot bezeichnete die Unsterblichen vom militärischen Gesichtspunkt her als schwere Infanterie. Im Frieden dienten sie als Leibgarde des imperialen Hofs und des Königs, unter anderem unter Dareios I. Im Kriegsfall bildeten sie eine Art stehendes Heer.
So kämpften Unsterbliche in vielen Kriegen des Perserreiches, zum Beispiel in den Feldzügen Kyros II. 547 v. Chr., denen seines Sohnes Kambyses II. gegen Ägypten (525 v. Chr.) und bei der Invasion Ägyptens und Skythiens unter Dareios I. um 520 und 513 v. Chr. Auch an den Perserkriegen gegen die Griechen ab 480 v. Chr. nahmen sie teil.

## Terminologie
Der Terminus „unsterblich“ bezieht sich in diesem Falle weniger auf den einzelnen Mann; obwohl sie eine Eliteeinheit darstellten, waren diese Truppen keineswegs optimal gepanzert, verglichen z. B. mit Hopliten. Es wird viel mehr die Einheit als Ganzes als unsterblich gesehen, da Verluste durch Tod, Verwundung oder Erkrankung der Mitglieder sofort durch Verstärkungen ausgeglichen wurden und so die Stärke konstant 10.000 betrug.
Die Bezeichnung „Unsterbliche“ wurde ursprünglich durch Herodot geprägt. Es ist allerdings auch möglich, dass er dabei die persischen Wörter Anûšiya (Gefährten) mit Anauša (Unsterbliche) verwechselt hat.

## Ausrüstung und Ausbildung
Die Einheit war mit Weidenschilden und kurzen Speeren ausgerüstet, diese hatten an ihrem Ende eine kleine Eisenspitze zur besseren Balance und um eine weitere Angriffsmöglichkeit zu bieten. Im Handgemenge hatten sie zusätzlich kurze Schwerter oder Dolche, für Kämpfe über weitere Entfernungen führten sie Bögen und Köcher mit sich. Als Kleidung trugen sie eine lange Tunika und Leinenhosen, unter dem Gewand oft auch eine Rüstung aus überlappenden, dünnen Eisenplättchen. Auf dem Kopf trugen sie eine Tiara aus dünnem Stoff. Oft bedeckte diese auch das Gesicht, um dieses bei ungünstigem Wetter vor Staub zu schützen, oder auch um Gegner einzuschüchtern. Wegen ihrer hohen Lichtdurchlässigkeit war es den Unsterblichen jedoch immer noch möglich zu sehen.
Die Ausbildung war weitaus besser als die der persischen leichten Infanterie. Sie erhielten ab Kindesalter Unterweisung im bewaffneten Kampf.

## Weiteres
- Unter der Regierung Mohammad Reza Pahlavis existierte die kaiserliche iranische Garde, die sich in Anlehnung an die legendäre Garde ebenfalls Unsterbliche nannte. Sie wurde nach der islamischen Revolution aufgelöst.[2]
- Im Spielfilm Der Löwe von Sparta tauchen die Unsterblichen auf.
- Im Comic 300 von Frank Miller und in der Verfilmung des Comics 300 tragen die Unsterblichen Masken, die an japanische Mempō-Masken, und Schwerter, die an japanische Wakizashi erinnern.[2]